# 南之川村
南之川村（みなみのかわむら）は、かつて岐阜県羽島郡に存在した村である。
現在の羽島市足近町南之川、および足近町の一部に該当する。
南之川村発足時は羽栗郡の村であったが、郡の合併により羽島郡の村となった。

## 歴史
- 羽栗郡西門間庄[2]
- 1875年（明治7年） - 馬飼新田[3]の一部を編入する。
- 1889年（明治22年）7月1日 - 町村制により南之川村が発足。
- 1897年（明治30年）4月1日[4] - 羽栗郡と中島郡が合併して羽島郡となる。南之川村は羽島郡の村となる。
- 1897年（明治30年）4月1日 - 南宿村、市場村、北宿村、直道村、坂井村、小荒井村と合併し、足近村が発足。同日南之川村廃止。